# Ann Roth
Ann Roth (ur. 30 października 1931 w Hanoverze w stanie Pensylwania) – amerykańska projektantka kostiumów filmowych. Nagrodzona Oscarem za kostiumy do filmu Angielski pacjent. Zdobyła też Oskara za kostiumy do filmu Ma Rainey: Matka bluesa. Jest jednym z najbardziej rozchwytywanych projektantów kostiumów filmowych.

## Filmografia
- 2010: Między światami (Rabbit Hole)
- 2009: The Amazing Adventures of Kavalier & Clay
- 2009: Julie i Julia (Julie & Julia)
- 2008: Wątpliwość (Doubt)
- 2008: Lektor (The Reader)
- 2008: Genova
- 2007: Margot jedzie na ślub (Margot at the Wedding)
- 2007: Wieczór (Evening)
- 2006: Kolor zbrodni (Freedomland)
- 2006: Dobry agent (The Good Shepherd)
- 2004: Bliżej (Closer)
- 2004: Żony ze Stepford (The Stepford Wives)
- 2004: Osada (The Village)
- 2003: Wzgórze nadziei (Cold Mountain)
- 2003: Anioły w Ameryce (Angels in America)
- 2002: Adaptacja (Adaptation)
- 2002: Godziny (The Hours)
- 2002: Zmiana pasa (Changing Lanes)
- 2002: Znaki (Signs)
- 2001: Serce nie sługa (Someone Like You)
- 2001: Wielki podryw (Heartbreakers)
- 2001: Dowcip (Wit)
- 1999: Utalentowany pan Ripley (The Talented Mr. Ripley)
- 1998: Barwy kampanii (Primary Colors)
- 1996: Angielski pacjent (The English Patient)
- 1996: Klatka dla ptaków (The Birdcage)
- 1995: Sabrina (Sabrina)
- 1992: Królowie mambo (The Mambo Kings)
- 1994: Strażnik pierwszej damy (Guarding Tess)
- 1988: Nieznośna lekkość bytu (The Unbearable Lightness of Being)
- 1986: Nazajutrz (The Morning After)
- 1986: Zgaga (Heartburn)
- 1985: Nie wszystko dla miłości (The Slugger's Wife)
- 1985: Słodkie marzenia (Sweet Dreams)
- 1985: Nóż (Jagged Edge)
- 1984: Miejsca w sercu (Places in the Heart)
- 1983: Silkwood
- 1982: Świat według Garpa (The World According to Garp)
- 1981: Tylko gdy się śmieję (Only When I Laugh)
- 1980: Od dziewiątej do piątej (Nine to Five)
- 1978: Suita kalifornijska (California Suite)
- 1978: Powrót do domu (Coming Home)
- 1977: Dziewczyna na pożegnanie (The Goodbye Girl)
- 1976: Hair
- 1975: Dzień szarańczy (The Day of the Locust)
- 1972: Joe Valachi (The Valachi Papers)
- 1971: Klute
- 1969: Nocny kowboj (Midnight Cowboy)

## Nagrody
- Nagroda Akademii Filmowej za kostiumy do filmu Angielski pacjent
- Nagroda BAFTA za kostiumy do filmu Dzień szarańczy
- Nagroda Emmy za kostiumu do filmu Roanoak (1986) i Anioły w Ameryce (2003)